# Колесниково (Воронежская область)
Колесниково — хутор в Ольховатском районе Воронежской области России.
Входит в состав Копанянского сельского поселения.

## География

### Улицы
- ул. Садовая

## Население
| 1859 | 1897 | 2010 |
| ---- | ---- | ---- |
| 620  | ↗652 | ↘95  |

## Достопримечательности
В хуторе находится Святой источник Пантелеймона Целителя.